# Georges Houdet
Georges Léon Houdet, né le 18 août 1878 à Gentilly et mort le 30 août 1951 à Mézy-sur-Seine, est un athlète français, spécialiste du sprint.

## Biographie
Georges Léon Houdet est le fils de Émile Houdet et Clarisse Eggen.
En 1899, il devient Champion de France en remportant les 100 et 400m. La même année, il prend son service armé.
Joailler de profession, il épouse Anne Suzanne Hurault.
Il est le père de Robert Houdet, né en 1905.
Engagé dans le conflit de la Première Guerre mondiale, il est décoré de la Croix de guerre 1914-1918.
Il conseille son fils unique au sujet de ses entrainements de rugby.
Divorcé, il habite Place de la Madeleine. 

### Palmarès
- Championnats de France d'athlétisme :
  - vainqueur du 100m et du 400m en 1899

- Prix Ravaut (200m)
  - vainqueur en 1897 et 1898
  - 2e en 1899